# 帝京第五高等学校
帝京第五高等学校（ていきょうだいごこうとうがっこう）は、愛媛県大洲市にある私立高等学校。

## 沿革
- 1963年 - 帝京第五高等学校が開校。
- 1966年 - 愛媛帝京短期大学開校。
- 1972年 - 愛媛帝京短期大学閉校。
- 1980年 - 愛媛帝京短期大学の跡地に帝京第五高等学校冨士分校を開校。
- 1981年 - 冨士分校を帝京第五高等学校冨士校と改称。
- 1983年 - 冨士中学校を冨士校に併設。
- 1984年 - 男女共学化。
- 1999年 - 総合学科を開設。
- 2001年 - 衛生看護専攻科を開設、看護師養成を行っている。
- 2010年 - 冨士校を帝京冨士中学校・帝京冨士高等学校と改称。
- 2017年 ‐ 野球部が第89回選抜高等学校野球大会に出場。
- 2019年 - 帝京冨士中学校・高等学校生徒募集停止。本校普通科（特進コース）を普通科特進冨士コースと改称。
- 2021年 - 帝京冨士中学校・高等学校閉校。
- 2022年 - 新学生寮完成、野球部が第104回全国高等学校野球選手権大会に愛媛県代表として出場。サッカー部が第101回全国高等学校サッカー選手権大会に愛媛県代表として初出場。
- 2023年 - 総合学科に南予地域初のトライコースを設置予定。

## 位置
校舎は大洲市内でも内子町寄りに位置し、予讃線・内子線の新谷駅が最寄駅。

## 学科紹介
- 普通科　特進冨士コース、スポーツ進学コース
- 総合学科　総合進学コース、情報ビジネスコース、福祉コース、生活コース、トライコース
- 看護科
  - 本科（3年）
  - 専攻科（2年、本科からの5年一貫教育）

## 部活動・特色
スポーツが盛んで、野球部は春の選抜大会に2度（1969年〈第41回〉、2017年〈第89回〉）、夏の甲子園に1度（2022年〈第104回〉）出場。サッカー部は冬の全国高校サッカー選手権（2022年）と夏のインターハイ（2023年）にそれぞれ初出場。この他、女子バレーボール部、剣道部が強豪として有名。
寮を完備しており、希望すれば入寮することが可能。2022年3月には、校内に新学生寮が完成。
南予地区唯一の看護科においては、高校入学後5年で看護師国家試験受験資格を得ることができる。

## 教育理念
努むれば必ず達すの下、実社会に貢献出来る誠実で責任感あふれる人材の育成を目指す。

## 著名な卒業生

### 野球
- 登記欣也 - 元プロ野球選手
- 太田暁 - 元プロ野球選手
- 矢野諭 - 元プロ野球選手
- 平井諒 - 元プロ野球選手
- 塩見貴洋 - 元プロ野球選手
- 大本将吾 - 元プロ野球選手
- 田中怜利ハモンド - プロ野球選手

### 芸能
- 芝大輔 - お笑い芸人（モグライダー）、普通科[1]
- 立川志ら門 - 落語家

### その他
- 徳田耕太郎 - フリースタイルフットボーラー
- 山入端創 - 政治家

## 不祥事

### サッカー部監督による丸刈り強要問題
同校のサッカー部に於いて、監督を務める男性教諭が生活態度の悪い（宿題を忘れる・言葉遣いが乱れている等）部員への「指導」と称して、丸刈りを命じていたことが2018年10月に新聞報道で明らかになった。学校側も監督の行為を把握していたものの、同年4月に愛媛県に相談が寄せられるまで黙認していた模様である。

### 剣道部総監督が部員から現金受領
同校剣道部の総監督が、自らの誕生日に合わせて部員から現金を受け取っていたことが2020年1月に発覚した。運営する学校法人は「社会的儀礼の範囲を超えている」としてこの総監督を教員として不適格であるとして、2021年4月16日付けで解雇したと発表した。
当該解雇については、同校剣道部の総監督から解雇を無効とする訴訟が提起され、2024年2月15日に東京地方裁判所において、総監督は集金に関与しておらず、解雇が認められる理由には当たらないとの判決が下されている。

## 公式サイト
- 帝京第五高等学校
- 帝京第五高等学校 総合学科 トライコース
- 帝京第五高等学校 看護科
- 地図 - Google マップ